# Лілліан Вотсон
Лілліан Вотсон (англ. Lillian Watson, 11 липня 1950) — американська плавчиня.
Олімпійська чемпіонка 1964, 1968 років.
Призерка Панамериканських ігор 1967 року.